# Campeonato de Fútbol de Costa Rica 1994-1995
La temporada 1994-95 de la Liga Superior fue la 76.ª edición de la máxima categoría del sistema de Ligas costarricenses de fútbol. Se disputó desde el 3 de septiembre de 1994 y concluyó el 18 de junio de 1995.

## Sistema de competición
La temporada de la Liga Superior estuvo conformada en tres partes:
- Primera fase: Se integró por las 44 jornadas del certamen.
- Segunda fase: Se integró por dos cuadrangulares con los mejores ocho equipos por 6 jornadas.
- Gran final: Disputaron la serie el líder de la primera fase y el ganador de la segunda ronda.

### Primera fase
En la fase de clasificación se observó el sistema de puntos. La ubicación en la tabla general, estuvo sujeta a lo siguiente:
- Por juego ganado se otorgaron dos puntos.
- Por juego empatado se otorgó un punto.
- Por juego perdido no se otorgaron puntos.

En esta fase participaron los 12 clubes de la Liga Superior jugando todos contra todos durante las 44 jornadas respectivas a lo largo de la temporada, a visita recíproca durante cuatro vueltas.
El orden de los clubes al final de la fase de clasificación del torneo correspondió a la suma de los puntos obtenidos por cada uno de ellos y se presentó en forma descendente. Si al finalizar las 44 jornadas del torneo, dos o más clubes estuviesen empatados en puntos, su posición en la tabla general fue determinada atendiendo a los siguientes criterios de desempate:
1. Mayor diferencia positiva general de goles. Este resultado se obtiene mediante la sumatoria de los goles anotados a todos los rivales, en cada campeonato menos los goles recibidos de estos.
2. Mayor cantidad de goles a favor, anotados a todos los rivales dentro de la misma competencia.
3. Mejor puntuación particular que hayan conseguido en las confrontaciones particulares entre ellos mismos.
4. Mayor diferencia positiva particular de goles, la cual se obtiene sumando los goles de los equipos empatados y restándole los goles recibidos.
5. Mayor cantidad de goles a favor que hayan conseguido en las confrontaciones entre ellos mismos.
6. Como última alternativa, el ente organizador realizaría un sorteo para el desempate.

El penúltimo equipo clasificado disputaría una serie por la permanencia contra un representante de la segunda categoría, mientras que el último de la tabla sería reemplazado por el campeón de dicha categoría.

### Segunda fase
La segunda fase consistió en dos cuadrangulares según la posición de los equipos en la clasificación general.
- La primera cuadrangular se integró por los clasificados en los lugares 1, 3, 5 y 7.
- La segunda cuadrangular se integró por los clasificados en los lugares 2, 4, 6 y 8.

De estas dos cuadrangulares salieron dos equipos clasificados a series semifinales cruzadas, a dos partidos, para obtener dos finalistas de esta segunda fase. El equipo vencedor de esta última serie se asegura un puesto para la gran final por el título. Si un club repite su condición de líder de la primera fase y ganador de la segunda fase, se proclamaría campeón automáticamente sin necesidad de forzar a una gran final.
Los partidos de semifinales se jugaron de la siguiente manera:

### Gran final
Se disputó entre el líder de la etapa de clasificación y el ganador de la fase cuadrangular a dos partidos para definir un campeón.

## Información de los equipos
Tomaron parte en el torneo doce clubes, destacando el ascenso de Sagrada Familia a la máxima categoría.
| Equipo          | Entrenador            | Ciudad     | Estadio          |
| --------------- | --------------------- | ---------- | ---------------- |
| Alajuelense     | Valdeir Vieira        | Alajuela   | Morera Soto      |
| Belén           | Alexandre Guimarães   | Belén      | El Pedregal      |
| Cartaginés      | Flavio Ortega         | Cartago    | "Fello" Meza     |
| Herediano       | Álvaro Grant          | Heredia    | Rosabal Cordero  |
| Limonense       | Manuel Alberto Solano | Limón      | Juan Gobán       |
| Pérez Zeledón   | Juan José Gámez       | San Isidro | Municipal        |
| Puntarenas      | Juan Carlos Iglesias  | Puntarenas | "Lito" Pérez     |
| Ramonense       | Toribio Rojas         | San Ramón  | Guillermo Vargas |
| Sagrada Familia | José Mattera          | Hatillo    | Nicolás Masís    |
| San Carlos      | Freddy Kopper         | Quesada    | Carlos Ugalde    |
| Saprissa        | Carlos Linaris        | Tibás      | Ricardo Saprissa |
| Turrialba       | Gustavo De Simone     | Turrialba  | Rafael Camacho   |

### Relevo de plazas
| Descendido a Liga Mayor |
| ----------------------- |
| A. D. Carmelita         |

| Ascendido de Liga Mayor |
| ----------------------- |
| A. D. Sagrada Familia   |

## Primera fase

### Clasificación
| Pos. | Equipo                | Pts. | PJ | G  | E  | P  | GF | GC | Dif. | Notas                                         |
| ---- | --------------------- | ---- | -- | -- | -- | -- | -- | -- | ---- | --------------------------------------------- |
| 1    | Deportivo Saprissa    | 61   | 44 | 23 | 15 | 6  | 67 | 34 | +33  | Clasifica a la cuadrangular y a la gran final |
| 2    | L. D. Alajuelense     | 60   | 44 | 27 | 6  | 11 | 88 | 48 | +40  | Clasifica a la cuadrangular                   |
| 3    | A. D. San Carlos      | 53   | 44 | 20 | 13 | 11 | 56 | 47 | +9   | Clasifica a la cuadrangular                   |
| 4    | C. S. Herediano       | 51   | 44 | 20 | 11 | 13 | 59 | 50 | +9   | Clasifica a la cuadrangular                   |
| 5    | C. S. Cartaginés      | 49   | 44 | 16 | 17 | 11 | 57 | 38 | +19  | Clasifica a la cuadrangular                   |
| 6    | A. D. Ramonense       | 47   | 44 | 19 | 9  | 16 | 55 | 52 | +3   | Clasifica a la cuadrangular                   |
| 7    | Municipal Puntarenas  | 42   | 44 | 14 | 14 | 16 | 50 | 55 | −5   | Clasifica a la cuadrangular                   |
| 8    | Pérez Zeledón         | 42   | 44 | 13 | 16 | 15 | 48 | 45 | +3   | Clasifica a la cuadrangular                   |
| 9    | A. D. Belén           | 35   | 44 | 9  | 17 | 18 | 32 | 54 | −22  |                                               |
| 10   | Municipal Turrialba   | 33   | 44 | 9  | 15 | 20 | 37 | 55 | −18  |                                               |
| 11   | A. D. Sagrada Familia | 30   | 44 | 12 | 6  | 26 | 31 | 68 | −37  | Promoción por la permanencia                  |
| 12   | A. D. Limonense       | 25   | 44 | 5  | 15 | 24 | 36 | 70 | −34  | Descenso de categoría                         |

 Fuente: La República
Criterios de clasificación: Puntos · Diferencia de goles · Goles a favor

## Resultados
- Los horarios corresponden al tiempo de Costa Rica (UTC-6).
- El calendario de los partidos se presentó el 24 de agosto de 1994.[1]

| Sagrada Familia    | 1 - 2 | Turrialba     | Nacional        | 3 de septiembre  | 15:00 | 321   |
| San Carlos         | 1 - 4 | Belén         | Carlos Ugalde   | 3 de septiembre  | 20:00 | 533   |
| Limonense          | 1 - 1 | Cartaginés    | Juan Gobán      | 4 de septiembre  | 12:00 | 627   |
| Puntarenas         | 0 - 0 | Saprissa      | Lito Pérez      | 28 de septiembre | 20:00 | 2 173 |
| Herediano          | 4 - 1 | Pérez Zeledón | Rosabal Cordero | 28 de septiembre | 20:00 |       |
| Alajuelense        | 2 - 0 | Ramonense     | Morera Soto     | 28 de septiembre | 20:00 |       |
| Total de goles: 17 |       |               |                 |                  |       |       |

| Turrialba          | 0 - 0 | Saprissa        | Rafael Camacho  | 11 de septiembre | 11:00 | 1 480 |
| Alajuelense        | 1 - 2 | San Carlos      | Morera Soto     | 11 de septiembre | 11:00 | 1 073 |
| Herediano          | 3 - 0 | Sagrada Familia | Rosabal Cordero | 11 de septiembre | 11:00 | 2 099 |
| Puntarenas         | 2 - 1 | Ramonense       | Lito Pérez      | 11 de septiembre | 11:00 | 673   |
| Limonense          | 0 - 0 | Belén           | Juan Gobán      | 11 de septiembre | 12:00 | 499   |
| Cartaginés         | 1 - 1 | Pérez Zeledón   | Fello Meza      | 11 de septiembre | 15:00 | 1 342 |
| Total de goles: 11 |       |                 |                 |                  |       |       |

| Sagrada Familia    | 1 - 0 | Alajuelense | Nacional         | 14 de septiembre | 20:00 |       |
| Herediano          | 1 - 0 | Turrialba   | Rosabal Cordero  | 14 de septiembre | 20:00 | 2 233 |
| San Carlos         | 2 - 1 | Cartaginés  | Carlos Ugalde    | 14 de septiembre | 20:00 | 767   |
| Pérez Zeledón      | 2 - 0 | Puntarenas  | Municipal        | 15 de septiembre | 12:00 | 867   |
| Ramonense          | 3 - 1 | Limonense   | Guillermo Vargas | 15 de septiembre | 12:00 | 372   |
| Saprissa           | 1 - 0 | Belén       | Ricardo Saprissa | 22 de septiembre | 20:00 | 683   |
| Total de goles: 12 |       |             |                  |                  |       |       |

| Alajuelense        | 1 - 1 | Saprissa        | Morera Soto      | 18 de septiembre | 11:00 | 2 700 |
| Cartaginés         | 1 - 2 | Herediano       | Fello Meza       | 18 de septiembre | 11:00 | 1 426 |
| Puntarenas         | 2 - 1 | Sagrada Familia | Lito Pérez       | 18 de septiembre | 11:00 | 396   |
| Turrialba          | 0 - 0 | Pérez Zeledón   | Rafael Camacho   | 18 de septiembre | 11:00 | 395   |
| Limonense          | 0 - 1 | San Carlos      | Juan Gobán       | 18 de septiembre | 11:00 | 333   |
| Ramonense          | 1 - 0 | Belén           | Guillermo Vargas | 18 de septiembre | 15:00 | 822   |
| Total de goles: 10 |       |                 |                  |                  |       |       |

| Sagrada Familia    | 1 - 0 | Limonense   | Nacional         | 24 de septiembre | 20:00 |       |
| Herediano          | 0 - 2 | Alajuelense | Rosabal Cordero  | 25 de septiembre | 11:00 | 5 099 |
| Pérez Zeledón      | 1 - 2 | Belén       | Municipal        | 25 de septiembre | 11:00 | 382   |
| Turrialba          | 6 - 0 | Puntarenas  | Rafael Camacho   | 25 de septiembre | 11:00 |       |
| Saprissa           | 3 - 1 | San Carlos  | Ricardo Saprissa | 25 de septiembre | 11:00 | 2 067 |
| Ramonense          | 0 - 1 | Cartaginés  | Guillermo Vargas | 25 de septiembre | 12:00 |       |
| Total de goles: 17 |       |             |                  |                  |       |       |

| San Carlos         | 1 - 0 | Ramonense     | Carlos Ugalde | 1 de octubre | 20:00 | 566   |
| Puntarenas         | 1 - 2 | Herediano     | Lito Pérez    | 2 de octubre | 11:00 | 1 555 |
| Limonense          | 3 - 2 | Saprissa      | Juan Gobán    | 2 de octubre | 11:00 | 1 259 |
| Alajuelense        | 1 - 1 | Pérez Zeledón | Morera Soto   | 2 de octubre | 11:00 |       |
| Cartaginés         | 4 - 0 | Turrialba     | Fello Meza    | 2 de octubre | 11:00 |       |
| Sagrada Familia    | 0 - 0 | Belén         | Nacional      | 2 de octubre | 11:00 | 266   |
| Total de goles: 15 |       |               |               |              |       |       |

| Saprissa           | 1 - 0 | Cartaginés  | Ricardo Saprissa | 9 de octubre | 11:00 |       |
| Turrialba          | 2 - 0 | Belén       | Rafael Camacho   | 9 de octubre | 11:00 | 376   |
| Puntarenas         | 3 - 0 | Alajuelense | Lito Pérez       | 9 de octubre | 11:00 | 1 792 |
| Sagrada Familia    | 1 - 0 | Ramonense   | Nacional         | 9 de octubre | 11:00 | 187   |
| Pérez Zeledón      | 1 - 0 | San Carlos  | Municipal        | 9 de octubre | 11:00 | 475   |
| Herediano          | 3 - 2 | Limonense   | Rosabal Cordero  | 9 de octubre | 11:00 |       |
| Total de goles: 13 |       |             |                  |              |       |       |

| Herediano          | 4 - 0 | Belén           | Rosabal Cordero  | 12 de octubre | 11:00 | 1 879 |
| Ramonense          | 0 - 1 | Saprissa        | Guillermo Vargas | 12 de octubre | 11:00 | 1 044 |
| Alajuelense        | 1 - 0 | Turrialba       | Morera Soto      | 12 de octubre | 11:00 | 724   |
| Cartaginés         | 3 - 0 | Puntarenas      | Fello Meza       | 12 de octubre | 12:00 | 1 255 |
| San Carlos         | 1 - 0 | Sagrada Familia | Carlos Ugalde    | 12 de octubre | 12:00 | 407   |
| Limonense          | 0 - 1 | Pérez Zeledón   | Juan Gobán       | 12 de octubre | 14:00 | 617   |
| Total de goles: 11 |       |                 |                  |               |       |       |

| Herediano          | 2 - 3 | Ramonense       | Rosabal Cordero | 16 de octubre | 11:00 | 2 717 |
| Turrialba          | 2 - 1 | San Carlos      | Rafael Camacho  | 16 de octubre | 11:00 | 376   |
| Puntarenas         | 4 - 2 | Limonense       | Lito Pérez      | 16 de octubre | 11:00 | 560   |
| Cartaginés         | 4 - 1 | Sagrada Familia | Fello Meza      | 16 de octubre | 11:00 | 1 347 |
| Pérez Zeledón      | 0 - 1 | Saprissa        | Municipal       | 16 de octubre | 11:00 |       |
| Alajuelense        | 4 - 1 | Belén           | Morera Soto     | 16 de octubre | 11:00 | 1 357 |
| Total de goles: 25 |       |                 |                 |               |       |       |

| Saprissa           | 2 - 0 | Sagrada Familia | Ricardo Saprissa | 21 de octubre | 20:00 | 2 774 |
| San Carlos         | 1 - 0 | Herediano       | Carlos Ugalde    | 22 de octubre | 20:00 |       |
| Cartaginés         | 3 - 1 | Alajuelense     | Fello Meza       | 23 de octubre | 11:00 |       |
| Puntarenas         | 1 - 2 | Belén           | Lito Pérez       | 23 de octubre | 11:00 | 479   |
| Ramonense          | 1 - 1 | Pérez Zeledón   | Guillermo Vargas | 23 de octubre | 11:00 | 568   |
| Limonense          | 2 - 2 | Turrialba       | Juan Gobán       | 23 de octubre | 12:00 | 325   |
| Total de goles: 16 |       |                 |                  |               |       |       |

| Saprissa           | 3 - 3 | Herediano     | Ricardo Saprissa | 26 de octubre | 20:00 |       |
| Cartaginés         | 0 - 0 | Belén         | Fello Meza       | 30 de octubre | 11:00 | 1 892 |
| Sagrada Familia    | 2 - 2 | Pérez Zeledón | Nacional         | 30 de octubre | 11:00 | 267   |
| Ramonense          | 2 - 1 | Turrialba     | Guillermo Vargas | 30 de octubre | 11:00 | 508   |
| Limonense          | 1 - 1 | Alajuelense   | Juan Gobán       | 30 de octubre | 12:00 | 1 191 |
| San Carlos         | 4 - 1 | Puntarenas    | Carlos Ugalde    | 30 de octubre | 15:00 | 1 473 |
| Total de goles: 20 |       |               |                  |               |       |       |

| San Carlos         | 0 - 0 | Belén           | Carlos Ugalde    | 5 de noviembre  | 20:00 | 645   |
| Saprissa           | 1 - 1 | Puntarenas      | Ricardo Saprissa | 6 de noviembre  | 11:00 | 1 937 |
| Turrialba          | 0 - 1 | Sagrada Familia | Rafael Camacho   | 6 de noviembre  | 11:00 | 346   |
| Pérez Zeledón      | 2 - 0 | Herediano       | Municipal        | 6 de noviembre  | 11:00 | 833   |
| Cartaginés         | 2 - 1 | Limonense       | Fello Meza       | 6 de noviembre  | 15:00 | 439   |
| Ramonense          | 3 - 2 | Alajuelense     | Guillermo Vargas | 30 de noviembre | 16:00 | 2 610 |
| Total de goles: 13 |       |                 |                  |                 |       |       |

| Pérez Zeledón      | 1 - 2 | Cartaginés      | Municipal        | 16 de noviembre | 19:00 | 689   |
| Saprissa           | 0 - 0 | Turrialba       | Ricardo Saprissa | 16 de noviembre | 20:00 |       |
| Ramonense          | 2 - 1 | Puntarenas      | Guillermo Vargas | 16 de noviembre | 20:00 | 600   |
| San Carlos         | 2 - 1 | Alajuelense     | Carlos Ugalde    | 16 de noviembre | 20:00 | 1 528 |
| Limonense          | 0 - 1 | Belén           | Juan Gobán       | 16 de noviembre | 20:00 | 602   |
| Herediano          | 1 - 0 | Sagrada Familia | Rosabal Cordero  | 16 de noviembre | 20:00 |       |
| Total de goles: 11 |       |                 |                  |                 |       |       |

| Limonense          | 2 - 1 | Ramonense       | Juan Gobán     | 12 de noviembre | 19:00 | 587   |
| Cartaginés         | 1 - 0 | San Carlos      | Fello Meza     | 13 de noviembre | 11:00 | 1 178 |
| Alajuelense        | 4 - 1 | Sagrada Familia | Morera Soto    | 13 de noviembre | 11:00 | 1 483 |
| Puntarenas         | 2 - 0 | Pérez Zeledón   | Lito Pérez     | 13 de noviembre | 11:00 | 462   |
| Turrialba          | 2 - 1 | Herediano       | Rafael Camacho | 13 de noviembre | 11:00 | 568   |
| Belén              | 2 - 4 | Saprissa        | El Pedregal    | 13 de noviembre | 15:00 |       |
| Total de goles: 20 |       |                 |                |                 |       |       |

| Sagrada Familia    | 1 - 1 | Puntarenas  | San Antonio Desamparados | 19 de noviembre | 20:00 | 657   |
| San Carlos         | 2 - 1 | Limonense   | Carlos Ugalde            | 19 de noviembre | 20:00 | 766   |
| Saprissa           | 2 - 1 | Alajuelense | Ricardo Saprissa         | 20 de noviembre | 11:00 |       |
| Pérez Zeledón      | 3 - 0 | Turrialba   | Municipal                | 20 de noviembre | 11:00 | 265   |
| Belén              | 0 - 0 | Ramonense   | El Pedregal              | 20 de noviembre | 15:00 |       |
| Herediano          | 1 - 0 | Cartaginés  | Rosabal Cordero          | 20 de noviembre | 15:00 | 3 288 |
| Total de goles: 12 |       |             |                          |                 |       |       |

| Belén              | 0 - 0 | Pérez Zeledón   | El Pedregal   | 23 de noviembre | 15:00 |       |
| Puntarenas         | 0 - 1 | Turrialba       | Lito Pérez    | 23 de noviembre | 19:00 | 640   |
| Cartaginés         | 3 - 0 | Ramonense       | Fello Meza    | 23 de noviembre | 20:00 | 1 180 |
| Alajuelense        | 3 - 1 | Herediano       | Morera Soto   | 23 de noviembre | 20:00 |       |
| San Carlos         | 2 - 1 | Saprissa        | Carlos Ugalde | 23 de noviembre | 20:00 | 1 188 |
| Limonense          | 2 - 1 | Sagrada Familia | Juan Gobán    | 23 de noviembre | 20:00 | 489   |
| Total de goles: 14 |       |                 |               |                 |       |       |

| Pérez Zeledón      | 0 - 3 | Alajuelense     | Municipal        | 27 de noviembre | 11:00 |       |
| Turrialba          | 1 - 1 | Cartaginés      | Rafael Camacho   | 27 de noviembre | 11:00 | 1 848 |
| Saprissa           | 2 - 0 | Limonense       | Ricardo Saprissa | 27 de noviembre | 11:00 | 1 629 |
| Herediano          | 1 - 0 | Puntarenas      | Rosabal Cordero  | 27 de noviembre | 11:00 | 1 371 |
| Belén              | 2 - 1 | Sagrada Familia | El Pedregal      | 27 de noviembre | 15:00 | 524   |
| Ramonense          | 1 - 0 | San Carlos      | Guillermo Vargas | 27 de noviembre | 15:00 | 728   |
| Total de goles: 12 |       |                 |                  |                 |       |       |

| San Carlos         | 2 - 0 | Pérez Zeledón   | Carlos Ugalde    | 3 de diciembre | 20:00 | 789   |
| Alajuelense        | 0 - 0 | Puntarenas      | Morera Soto      | 4 de diciembre | 11:00 |       |
| Limonense          | 1 - 1 | Herediano       | Juan Gobán       | 4 de diciembre | 11:00 | 354   |
| Cartaginés         | 1 - 1 | Saprissa        | Fello Meza       | 4 de diciembre | 15:00 | 9 482 |
| Belén              | 1 - 2 | Turrialba       | El Pedregal      | 4 de diciembre | 15:00 | 442   |
| Ramonense          | 0 - 1 | Sagrada Familia | Guillermo Vargas | 4 de diciembre | 15:00 | 827   |
| Total de goles: 10 |       |                 |                  |                |       |       |

| Puntarenas         | 0 - 0 | Cartaginés  | Lito Pérez       | 8 de diciembre  | 12:00 | 888   |
| Belén              | 1 - 4 | Herediano   | El Pedregal      | 8 de diciembre  | 15:00 |       |
| Saprissa           | 2 - 1 | Ramonense   | Ricardo Saprissa | 8 de diciembre  | 15:00 |       |
| Sagrada Familia    | 2 - 3 | San Carlos  | Nacional         | 8 de diciembre  | 15:00 |       |
| Pérez Zeledón      | 1 - 1 | Limonense   | Municipal        | 8 de diciembre  | 15:00 | 403   |
| Turrialba          | 0 - 2 | Alajuelense | Rafael Camacho   | 20 de diciembre | 20:00 | 1 184 |
| Total de goles: 17 |       |             |                  |                 |       |       |

| San Carlos         | 1 - 1 | Turrialba     | Carlos Ugalde    | 10 de diciembre | 20:00 | 860   |
| Saprissa           | 2 - 1 | Pérez Zeledón | Ricardo Saprissa | 11 de diciembre | 11:00 | 2 489 |
| Sagrada Familia    | 1 - 1 | Cartaginés    | Nacional         | 11 de diciembre | 11:00 | 573   |
| Ramonense          | 2 - 2 | Herediano     | Guillermo Vargas | 11 de diciembre | 15:00 | 875   |
| Belén              | 1 - 0 | Alajuelense   | El Pedregal      | 11 de diciembre | 15:00 |       |
| Limonense          | 0 - 1 | Puntarenas    | Ricardo Saprissa | 15 de febrero   | 20:00 |       |
| Total de goles: 13 |       |               |                  |                 |       |       |

| Herediano          | 0 - 0 | San Carlos | Rosabal Cordero | 30 de noviembre | 20:00 | 2 155 |
| Pérez Zeledón      | 2 - 1 | Ramonense  | Municipal       | 14 de diciembre | 19:00 |       |
| Belén              | 0 - 0 | Puntarenas | Rosabal Cordero | 14 de diciembre | 20:00 | 169   |
| Sagrada Familia    | 0 - 5 | Saprissa   | Nacional        | 14 de diciembre | 20:00 | 2 484 |
| Alajuelense        | 1 - 0 | Cartaginés | Morera Soto     | 14 de diciembre | 20:00 |       |
| Turrialba          | 0 - 1 | Limonense  | Rafael Camacho  | 15 de diciembre | 20:00 | 739   |
| Total de goles: 10 |       |            |                 |                 |       |       |

| Pérez Zeledón     | 3 - 0 | Sagrada Familia | Municipal       | 17 de diciembre | 19:00 | 680    |
| Belén             | 0 - 0 | Cartaginés      | El Pedregal     | 18 de diciembre | 11:00 |        |
| Alajuelense       | 2 - 0 | Limonense       | Morera Soto     | 18 de diciembre | 11:00 |        |
| Puntarenas        | 0 - 0 | San Carlos      | Lito Pérez      | 18 de diciembre | 11:00 | 584    |
| Turrialba         | 1 - 1 | Ramonense       | Rafael Camacho  | 18 de diciembre | 11:00 | 279    |
| Herediano         | 0 - 0 | Saprissa        | Rosabal Cordero | 20 de diciembre | 20:00 | 11 217 |
| Total de goles: 7 |       |                 |                 |                 |       |        |

| Limonense         | 1 - 2 | Cartaginés  | Juan Gobán       | 24 de diciembre | 15:00     |  |
| Sagrada Familia   | 1 - 0 | Turrialba   | Nacional         | 24 de diciembre | 15:00     |  |
| Belén             | 0 - 2 | San Carlos  | El Pedregal      | 24 de diciembre | 15:00     |  |
| Pérez Zeledón     | 2 - 0 | Herediano   | Municipal        | 25 de diciembre | 11:00     |  |
| Saprissa          | 0 - 0 | Puntarenas  | Ricardo Saprissa | 25 de diciembre | Cancelado |  |
| Ramonense         | 0 - 0 | Alajuelense | Guillermo Vargas | 25 de diciembre | Cancelado |  |
| Total de goles: 8 |       |             |                  |                 |           |  |

| Belén              | 0 - 0 | Limonense     | El Pedregal    | 28 de diciembre | 15:00 | 419   |
| Sagrada Familia    | 1 - 2 | Herediano     | Nicolás Masís  | 28 de diciembre | 15:00 |       |
| Turrialba          | 0 - 2 | Saprissa      | Rafael Camacho | 28 de diciembre | 20:00 | 1 543 |
| Alajuelense        | 3 - 0 | San Carlos    | Morera Soto    | 28 de diciembre | 20:00 |       |
| Cartaginés         | 1 - 1 | Pérez Zeledón | Fello Meza     | 28 de diciembre | 20:00 |       |
| Puntarenas         | 2 - 2 | Ramonense     | Lito Pérez     | 28 de diciembre | 20:00 | 848   |
| Total de goles: 14 |       |               |                |                 |       |       |

| Herediano          | 1 - 0 | Turrialba   | Rosabal Cordero  |       | 15:00 |     |
| Pérez Zeledón      | 2 - 1 | Puntarenas  | Municipal        |       | 19:00 | 976 |
| San Carlos         | 2 - 1 | Cartaginés  | Carlos Ugalde    | 20:00 | 910   |     |
| Saprissa           | 1 - 0 | Belén       | Ricardo Saprissa | 20:00 |       |     |
| Sagrada Familia    | 1 - 2 | Alajuelense | Nicolás Masís    | 20:00 | 1 200 |     |
| Ramonense          | 1 - 0 | Limonense   | Guillermo Vargas | 20:00 | 430   |     |
| Total de goles: 12 |       |             |                  |       |       |     |

| Belén              | 0 - 1 | Ramonense       | El Pedregal    |       | 15:00 |  |
| Limonense          | 1 - 1 | San Carlos      | Juan Gobán     | 16:00 | 958   |  |
| Puntarenas         | 2 - 1 | Sagrada Familia | Lito Pérez     | 19:00 | 522   |  |
| Alajuelense        | 3 - 2 | Saprissa        | Morera Soto    | 20:00 |       |  |
| Cartaginés         | 1 - 0 | Herediano       | Fello Meza     | 20:00 | 1 997 |  |
| Turrialba          | 1 - 0 | Pérez Zeledón   | Rafael Camacho | 20:00 | 196   |  |
| Total de goles: 13 |       |                 |                |       |       |  |

| Pérez Zeledón      | 1 - 0 | Belén       | Municipal        |       | 19:00 |  |
| Herediano          | 1 - 2 | Alajuelense | Rosabal Cordero  | 20:00 |       |  |
| Saprissa           | 1 - 1 | San Carlos  | Ricardo Saprissa | 20:00 | 2 347 |  |
| Ramonense          | 1 - 0 | Cartaginés  | Guillermo Vargas | 20:00 | 623   |  |
| Turrialba          | 1 - 1 | Puntarenas  | Rafael Camacho   | 20:00 | 374   |  |
| Sagrada Familia    | 1 - 0 | Limonense   | Nicolás Masís    | 20:00 | 244   |  |
| Total de goles: 10 |       |             |                  |       |       |  |

| Alajuelense        | 2 - 2 | Pérez Zeledón   | Morera Soto   |       | 20:00 |       |
| San Carlos         | 2 - 4 | Ramonense       | Carlos Ugalde | 20:00 | 850   |       |
| Limonense          | 1 - 1 | Saprissa        | Juan Gobán    |       | 11:00 | 1 815 |
| Cartaginés         | 1 - 0 | Turrialba       | Fello Meza    | 11:00 | 770   |       |
| Puntarenas         | 4 - 1 | Herediano       | Lito Pérez    | 11:00 | 1 123 |       |
| Belén              | 0 - 0 | Sagrada Familia | El Pedregal   | 15:00 | 218   |       |
| Total de goles: 18 |       |                 |               |       |       |       |

| Sagrada Familia    | 2 - 3 | Ramonense   | Nicolás Masís    |       | 15:00 | 202   |
| Pérez Zeledón      | 0 - 0 | San Carlos  | Municipal        | 19:00 | 1 252 |       |
| Saprissa           | 2 - 1 | Cartaginés  | Ricardo Saprissa | 20:00 |       |       |
| Puntarenas         | 1 - 2 | Alajuelense | Lito Pérez       |       | 11:00 | 5 157 |
| Herediano          | 1 - 0 | Limonense   | Rosabal Cordero  | 11:00 | 4 215 |       |
| Turrialba          | 1 - 1 | Belén       | Rafael Camacho   | 11:00 | 287   |       |
| Total de goles: 14 |       |             |                  |       |       |       |

| Limonense          | 1 - 1 | Pérez Zeledón   | Juan Gobán       |       | 15:00 | 835 |
| Cartaginés         | 1 - 0 | Puntarenas      | Fello Meza       | 20:00 | 1 185 |     |
| San Carlos         | 1 - 0 | Sagrada Familia | Carlos Ugalde    | 20:00 | 590   |     |
| Alajuelense        | 4 - 0 | Turrialba       | Morera Soto      | 20:00 |       |     |
| Belén              | 0 - 0 | Herediano       | El Pedregal      |       | 11:00 |     |
| Ramonense          | 0 - 2 | Saprissa        | Guillermo Vargas | 15:00 |       |     |
| Total de goles: 10 |       |                 |                  |       |       |     |

| Turrialba          | 1 - 2 | San Carlos      | Rafael Camacho  | 4 de febrero  | 20:00 | 416   |
| Herediano          | 2 - 1 | Ramonense       | Rosabal Cordero | 4 de febrero  | 20:00 | 1 413 |
| Alajuelense        | 4 - 0 | Belén           | Morera Soto     | 4 de febrero  | 20:00 |       |
| Puntarenas         | 2 - 0 | Limonense       | Lito Pérez      | 5 de febrero  | 11:00 | 608   |
| Pérez Zeledón      | 2 - 1 | Saprissa        | Municipal       | 5 de febrero  | 11:00 | 3 221 |
| Cartaginés         | 5 - 0 | Sagrada Familia | Fello Meza      | 15 de febrero | 20:00 |       |
| Total de goles: 20 |       |                 |                 |               |       |       |

| Belén              | 1 - 0 | Puntarenas      | Rosabal Cordero  | 8 de febrero | 20:00 |     |
| Cartaginés         | 0 - 2 | Alajuelense     | Fello Meza       | 8 de febrero | 20:00 |     |
| Saprissa           | 2 - 0 | Sagrada Familia | Ricardo Saprissa | 8 de febrero | 20:00 |     |
| Ramonense          | 2 - 1 | Pérez Zeledón   | Guillermo Vargas | 8 de febrero | 20:00 | 312 |
| San Carlos         | 2 - 0 | Herediano       | Carlos Ugalde    | 8 de febrero | 20:00 | 588 |
| Limonense          | 1 - 1 | Turrialba       | Juan Gobán       | 2 de marzo   | 19:00 | 697 |
| Total de goles: 12 |       |                 |                  |              |       |     |

| San Carlos         | 1 - 1 | Puntarenas    | Carlos Ugalde    | 11 de febrero | 19:00 |       |
| Limonense          | 1 - 3 | Alajuelense   | Juan Gobán       | 12 de febrero | 11:00 | 1 874 |
| Belén              | 2 - 2 | Cartaginés    | El Pedregal      | 12 de febrero | 15:00 |       |
| Sagrada Familia    | 0 - 2 | Pérez Zeledón | Nicolás Masís    | 12 de febrero | 15:00 |       |
| Ramonense          | 3 - 1 | Turrialba     | Guillermo Vargas | 12 de febrero | 15:00 | 489   |
| Saprissa           | 1 - 1 | Herediano     | Ricardo Saprissa | 12 de febrero | 16:00 |       |
| Total de goles: 18 |       |               |                  |               |       |       |

| Belén              | 0 - 0 | San Carlos      | El Pedregal     | 18 de febrero | 15:00 |       |
| Alajuelense        | 4 - 1 | Ramonense       | Morera Soto     | 18 de febrero | 20:00 |       |
| Herediano          | 1 - 0 | Pérez Zeledón   | Rosabal Cordero | 19 de febrero | 11:00 | 1 585 |
| Turrialba          | 0 - 0 | Sagrada Familia | Rafael Camacho  | 19 de febrero | 15:00 |       |
| Cartaginés         | 1 - 1 | Limonense       | Fello Meza      | 19 de febrero | 16:00 | 1 089 |
| Puntarenas         | 2 - 1 | Saprissa        | Lito Pérez      | 22 de febrero | 20:00 |       |
| Total de goles: 11 |       |                 |                 |               |       |       |

| Belén              | 3 - 2 | Limonense   | El Pedregal      | 25 de febrero | 15:00 | 216   |
| Pérez Zeledón      | 0 - 0 | Cartaginés  | Municipal        | 25 de febrero | 19:00 |       |
| San Carlos         | 4 - 2 | Alajuelense | Carlos Ugalde    | 26 de febrero | 11:00 | 1 938 |
| Ramonense          | 1 - 1 | Puntarenas  | Guillermo Vargas | 26 de febrero | 15:00 | 590   |
| Sagrada Familia    | 1 - 2 | Herediano   | Nicolás Masís    | 26 de febrero | 15:00 |       |
| Saprissa           | 1 - 0 | Turrialba   | Ricardo Saprissa | 26 de febrero | 16:00 |       |
| Total de goles: 17 |       |             |                  |               |       |       |

| Belén              | 0 - 2 | Saprissa        | El Pedregal    | 5 de marzo | 11:00 |       |
| Cartaginés         | 1 - 1 | San Carlos      | Fello Meza     | 5 de marzo | 11:00 |       |
| Puntarenas         | 2 - 0 | Pérez Zeledón   | Lito Pérez     | 5 de marzo | 11:00 | 649   |
| Turrialba          | 1 - 1 | Herediano       | Rafael Camacho | 5 de marzo | 11:00 |       |
| Limonense          | 0 - 0 | Ramonense       | Juan Gobán     | 5 de marzo | 12:00 | 560   |
| Alajuelense        | 3 - 0 | Sagrada Familia | Morera Soto    | 5 de marzo | 16:00 | 5 755 |
| Total de goles: 11 |       |                 |                |            |       |       |

| Pérez Zeledón      | 0 - 0 | Turrialba   | Municipal        | 8 de marzo | 18:00 | 280    |
| Ramonense          | 3 - 1 | Belén       | Guillermo Vargas | 8 de marzo | 18:30 | 243    |
| San Carlos         | 3 - 2 | Limonense   | Carlos Ugalde    | 8 de marzo | 19:00 | 324    |
| Saprissa           | 2 - 1 | Alajuelense | Ricardo Saprissa | 8 de marzo | 20:00 | 16 056 |
| Herediano          | 2 - 1 | Cartaginés  | Nacional         | 8 de marzo | 20:00 | 324    |
| Sagrada Familia    | 2 - 1 | Puntarenas  | Nicolás Masís    | 8 de marzo | 20:00 |        |
| Total de goles: 18 |       |             |                  |            |       |        |

| Alajuelense        | 3 - 1 | Herediano       | Morera Soto   | 11 de marzo | 20:00 |       |
| Cartaginés         | 1 - 0 | Ramonense       | Fello Meza    | 11 de marzo | 20:00 |       |
| Puntarenas         | 1 - 0 | Turrialba       | Lito Pérez    | 12 de marzo | 11:00 | 435   |
| Limonense          | 1 - 0 | Sagrada Familia | Juan Gobán    | 12 de marzo | 12:00 | 1 041 |
| Belén              | 2 - 2 | Pérez Zeledón   | El Pedregal   | 12 de marzo | 15:00 |       |
| San Carlos         | 1 - 1 | Saprissa        | Carlos Ugalde | 15 de marzo | 20:00 | 1 258 |
| Total de goles: 13 |       |                 |               |             |       |       |

| Pérez Zeledón      | 1 - 2 | Alajuelense | Municipal        | 1 de marzo  | 19:00 | 2 586 |
| Turrialba          | 1 - 3 | Cartaginés  | Rafael Camacho   | 15 de marzo | 20:00 | 124   |
| Herediano          | 1 - 1 | Puntarenas  | Rosabal Cordero  | 18 de marzo | 19:00 | 1 230 |
| Sagrada Familia    | 0 - 1 | Belén       | Nicolás Masís    | 19 de marzo | 15:00 | 37    |
| Ramonense          | 2 - 0 | San Carlos  | Guillermo Vargas | 19 de marzo | 15:00 | 635   |
| Saprissa           | 4 - 1 | Limonense   | Ricardo Saprissa | 19 de marzo | 16:00 |       |
| Total de goles: 17 |       |             |                  |             |       |       |

| Limonense         | 0 - 0 | Herediano       | Juan Gobán       | 22 de marzo | 19:00 | 595   |
| Cartaginés        | 1 - 1 | Saprissa        | Fello Meza       | 22 de marzo | 20:00 | 3 709 |
| Ramonense         | 0 - 1 | Sagrada Familia | Guillermo Vargas | 22 de marzo | 20:00 |       |
| Belén             | 1 - 1 | Turrialba       | Rosabal Cordero  | 22 de marzo | 20:00 | 45    |
| San Carlos        | 0 - 0 | Pérez Zeledón   | Carlos Ugalde    | 22 de marzo | 20:00 | 302   |
| Alajuelense       | 2 - 1 | Puntarenas      | Morera Soto      | 29 de marzo | 20:00 |       |
| Total de goles: 8 |       |                 |                  |             |       |       |

| Pérez Zeledón      | 6 - 0 | Limonense   | Municipal        | 25 de marzo | 19:00 | 351   |
| Saprissa           | 0 - 0 | Ramonense   | Ricardo Saprissa | 25 de marzo | 20:00 | 1 517 |
| Turrialba          | 1 - 3 | Alajuelense | Rafael Camacho   | 26 de marzo | 11:00 | 1 269 |
| Herediano          | 2 - 1 | Belén       | Rosabal Cordero  | 26 de marzo | 11:00 | 661   |
| Puntarenas         | 2 - 2 | Cartaginés  | Lito Pérez       | 26 de marzo | 11:00 | 945   |
| Sagrada Familia    | 1 - 0 | San Carlos  | Nicolás Masís    | 26 de marzo | 15:00 |       |
| Total de goles: 18 |       |             |                  |             |       |       |

| Saprissa           | 2 - 0 | Pérez Zeledón | Ricardo Saprissa | 2 de abril  | 11:00 | 3 950 |
| Belén              | 1 - 2 | Alajuelense   | El Pedregal      | 2 de abril  | 11:00 | 2 835 |
| San Carlos         | 2 - 2 | Turrialba     | Carlos Ugalde    | 2 de abril  | 11:00 | 164   |
| Sagrada Familia    | 1 - 0 | Cartaginés    | Nicolás Masís    | 2 de abril  | 11:00 | 233   |
| Ramonense          | 2 - 1 | Herediano     | Guillermo Vargas | 2 de abril  | 11:00 | 514   |
| Limonense          | 1 - 1 | Puntarenas    | Juan Gobán       | 11 de abril | 12:00 | 149   |
| Total de goles: 15 |       |               |                  |             |       |       |

| Alajuelense        | 2 - 2 | Cartaginés | Morera Soto     | 5 de abril  | 20:00 |        |
| Herediano          | 3 - 1 | San Carlos | Rosabal Cordero | 5 de abril  | 20:00 | 308    |
| Puntarenas         | 2 - 1 | Belén      | Lito Pérez      | 5 de abril  | 20:00 | 475    |
| Turrialba          | 1 - 0 | Limonense  | Rafael Camacho  | 5 de abril  | 20:00 | 117    |
| Pérez Zeledón      | 1 - 1 | Ramonense  | Municipal       | 5 de abril  | 20:00 |        |
| Sagrada Familia    | 0 - 3 | Saprissa   | Nacional        | 11 de abril | 12:00 | 10 286 |
| Total de goles: 17 |       |            |                 |             |       |        |

| Herediano          | 0 - 0 | Saprissa        | Rosabal Cordero | 9 de abril | 11:00 | 6 094 |
| Alajuelense        | 4 - 1 | Limonense       | Morera Soto     | 9 de abril | 11:00 | 2 400 |
| Cartaginés         | 0 - 0 | Belén           | Fello Meza      | 9 de abril | 11:00 | 274   |
| Puntarenas         | 0 - 3 | San Carlos      | Lito Pérez      | 9 de abril | 11:00 | 388   |
| Pérez Zeledón      | 0 - 1 | Sagrada Familia | Municipal       | 9 de abril | 11:00 | 151   |
| Turrialba          | 1 - 2 | Ramonense       | Rafael Camacho  | 9 de abril | 11:00 | 83    |
| Total de goles: 12 |       |                 |                 |            |       |       |

## Segunda fase

### Cuadrangular A
| Pos. | Equipo               | Pts. | PJ | G | E | P | GF | GC | Dif. | Notas                   |
| ---- | -------------------- | ---- | -- | - | - | - | -- | -- | ---- | ----------------------- |
| 1    | Deportivo Saprissa   | 10   | 6  | 4 | 2 | 0 | 10 | 4  | +6   | Clasifica a semifinales |
| 2    | A. D. San Carlos     | 6    | 6  | 2 | 2 | 2 | 9  | 5  | +4   | Clasifica a semifinales |
| 3    | C. S. Cartaginés     | 5    | 6  | 2 | 1 | 3 | 5  | 9  | −4   |                         |
| 4    | Municipal Puntarenas | 3    | 6  | 0 | 3 | 3 | 2  | 8  | −6   |                         |

 Fuente: La República
Criterios de clasificación: Puntos · Diferencia de goles · Goles a favor

### Cuadrangular B
| Pos. | Equipo            | Pts. | PJ | G | E | P | GF | GC | Dif. | Notas                   |
| ---- | ----------------- | ---- | -- | - | - | - | -- | -- | ---- | ----------------------- |
| 1    | L. D. Alajuelense | 10   | 6  | 5 | 0 | 1 | 11 | 5  | +6   | Clasifica a semifinales |
| 2    | Pérez Zeledón     | 6    | 6  | 2 | 2 | 2 | 8  | 6  | +2   | Clasifica a semifinales |
| 3    | C. S. Herediano   | 6    | 6  | 2 | 2 | 2 | 9  | 8  | +1   |                         |
| 4    | A. D. Ramonense   | 2    | 6  | 0 | 2 | 4 | 6  | 15 | −9   |                         |

 Fuente: La República
Criterios de clasificación: Puntos · Diferencia de goles · Goles a favor

### Resultados
- Los horarios corresponden al tiempo de Costa Rica (UTC-6).

| Jornada 1         | Jornada 1      | Jornada 1      | Jornada 1        | Jornada 1      | Jornada 1      | Jornada 1      | Jornada 1      | Jornada 1      | Jornada 1      | Jornada 1      |
| Cuadrangular A    | Cuadrangular A | Cuadrangular A | Cuadrangular A   | Cuadrangular A | Cuadrangular A | Cuadrangular A | Cuadrangular A | Cuadrangular A | Cuadrangular A | Cuadrangular A |
| Local             | Resultado      | Visitante      | Estadio          | Fecha          | Hora           | Espectadores   |                |                |                |                |
| ----------------- | -------------- | -------------- | ---------------- | -------------- | -------------- | -------------- | -------------- | -------------- | -------------- | -------------- |
| Puntarenas        | 1 - 1          | Saprissa       | Lito Pérez       | 16 de abril    | 11:00          | 2 743          |                |                |                |                |
| Cartaginés        | 2 - 1          | San Carlos     | Fello Meza       | 16 de abril    | 16:00          | 1 741          |                |                |                |                |
| Cuadrangular B    |                |                |                  |                |                |                |                |                |                |                |
| Pérez Zeledón     | 0 - 1          | Alajuelense    | Municipal        | 16 de abril    | 12:00          |                |                |                |                |                |
| Ramonense         | 1 - 1          | Herediano      | Guillermo Vargas | 16 de abril    | 17:00          | 820            |                |                |                |                |
| Total de goles: 8 |                |                |                  |                |                |                |                |                |                |                |

| Jornada 2          | Jornada 2      | Jornada 2      | Jornada 2        | Jornada 2      | Jornada 2      | Jornada 2      | Jornada 2      | Jornada 2      | Jornada 2      | Jornada 2      |
| Cuadrangular A     | Cuadrangular A | Cuadrangular A | Cuadrangular A   | Cuadrangular A | Cuadrangular A | Cuadrangular A | Cuadrangular A | Cuadrangular A | Cuadrangular A | Cuadrangular A |
| Local              | Resultado      | Visitante      | Estadio          | Fecha          | Hora           | Espectadores   |                |                |                |                |
| ------------------ | -------------- | -------------- | ---------------- | -------------- | -------------- | -------------- | -------------- | -------------- | -------------- | -------------- |
| San Carlos         | 3 - 0          | Puntarenas     | Carlos Ugalde    | 19 de abril    | 19:00          | 360            |                |                |                |                |
| Saprissa           | 2 - 1          | Cartaginés     | Ricardo Saprissa | 19 de abril    | 20:30          |                |                |                |                |                |
| Cuadrangular B     |                |                |                  |                |                |                |                |                |                |                |
| Alajuelense        | 3 - 2          | Ramonense      | Morera Soto      | 19 de abril    | 20:00          |                |                |                |                |                |
| Herediano          | 2 - 2          | Pérez Zeledón  | Rosabal Cordero  | 19 de abril    | 20:00          | 621            |                |                |                |                |
| Total de goles: 15 |                |                |                  |                |                |                |                |                |                |                |

| Jornada 3         | Jornada 3      | Jornada 3      | Jornada 3       | Jornada 3      | Jornada 3      | Jornada 3      | Jornada 3      | Jornada 3      | Jornada 3      | Jornada 3      |
| Cuadrangular A    | Cuadrangular A | Cuadrangular A | Cuadrangular A  | Cuadrangular A | Cuadrangular A | Cuadrangular A | Cuadrangular A | Cuadrangular A | Cuadrangular A | Cuadrangular A |
| Local             | Resultado      | Visitante      | Estadio         | Fecha          | Hora           | Espectadores   |                |                |                |                |
| ----------------- | -------------- | -------------- | --------------- | -------------- | -------------- | -------------- | -------------- | -------------- | -------------- | -------------- |
| San Carlos        | 0 - 1          | Saprissa       | Carlos Ugalde   | 23 de abril    | 11:00          | 822            |                |                |                |                |
| Puntarenas        | 0 - 1          | Cartaginés     | Lito Pérez      | 23 de abril    | 11:00          | 898            |                |                |                |                |
| Cuadrangular B    |                |                |                 |                |                |                |                |                |                |                |
| Pérez Zeledón     | 1 - 1          | Ramonense      | Municipal       | 23 de abril    | 11:00          |                |                |                |                |                |
| Herediano         | 1 - 0          | Alajuelense    | Rosabal Cordero | 23 de abril    | 11:00          | 4 060          |                |                |                |                |
| Total de goles: 5 |                |                |                 |                |                |                |                |                |                |                |

| Jornada 4          | Jornada 4      | Jornada 4      | Jornada 4        | Jornada 4      | Jornada 4      | Jornada 4      | Jornada 4      | Jornada 4      | Jornada 4      | Jornada 4      |
| Cuadrangular A     | Cuadrangular A | Cuadrangular A | Cuadrangular A   | Cuadrangular A | Cuadrangular A | Cuadrangular A | Cuadrangular A | Cuadrangular A | Cuadrangular A | Cuadrangular A |
| Local              | Resultado      | Visitante      | Estadio          | Fecha          | Hora           | Espectadores   |                |                |                |                |
| ------------------ | -------------- | -------------- | ---------------- | -------------- | -------------- | -------------- | -------------- | -------------- | -------------- | -------------- |
| Saprissa           | 2 - 0          | Puntarenas     | Ricardo Saprissa | 26 de abril    | 20:00          | 2 611          |                |                |                |                |
| San Carlos         | 3 - 0          | Cartaginés     | Carlos Ugalde    | 26 de abril    | 20:00          | 531            |                |                |                |                |
| Cuadrangular B     |                |                |                  |                |                |                |                |                |                |                |
| Alajuelense        | 1 - 0          | Pérez Zeledón  | Morera Soto      | 26 de abril    | 20:00          |                |                |                |                |                |
| Herediano          | 3 - 1          | Ramonense      | Rosabal Cordero  | 26 de abril    | 20:00          | 2 722          |                |                |                |                |
| Total de goles: 10 |                |                |                  |                |                |                |                |                |                |                |

| Jornada 5          | Jornada 5      | Jornada 5      | Jornada 5        | Jornada 5      | Jornada 5      | Jornada 5      | Jornada 5      | Jornada 5      | Jornada 5      | Jornada 5      |
| Cuadrangular A     | Cuadrangular A | Cuadrangular A | Cuadrangular A   | Cuadrangular A | Cuadrangular A | Cuadrangular A | Cuadrangular A | Cuadrangular A | Cuadrangular A | Cuadrangular A |
| Local              | Resultado      | Visitante      | Estadio          | Fecha          | Hora           | Espectadores   |                |                |                |                |
| ------------------ | -------------- | -------------- | ---------------- | -------------- | -------------- | -------------- | -------------- | -------------- | -------------- | -------------- |
| Puntarenas         | 1 - 1          | San Carlos     | Lito Pérez       | 30 de abril    | 11:00          | 261            |                |                |                |                |
| Cartaginés         | 1 - 3          | Saprissa       | Fello Meza       | 30 de abril    | 16:00          | 4 860          |                |                |                |                |
| Cuadrangular B     |                |                |                  |                |                |                |                |                |                |                |
| Pérez Zeledón      | 1 - 0          | Herediano      | Municipal        | 30 de abril    | 11:00          | 495            |                |                |                |                |
| Ramonense          | 0 - 3          | Alajuelense    | Guillermo Vargas | 30 de abril    | 12:00          | 1 100          |                |                |                |                |
| Total de goles: 10 |                |                |                  |                |                |                |                |                |                |                |

| Jornada 6          | Jornada 6      | Jornada 6      | Jornada 6        | Jornada 6      | Jornada 6      | Jornada 6      | Jornada 6      | Jornada 6      | Jornada 6      | Jornada 6      |
| Cuadrangular A     | Cuadrangular A | Cuadrangular A | Cuadrangular A   | Cuadrangular A | Cuadrangular A | Cuadrangular A | Cuadrangular A | Cuadrangular A | Cuadrangular A | Cuadrangular A |
| Local              | Resultado      | Visitante      | Estadio          | Fecha          | Hora           | Espectadores   |                |                |                |                |
| ------------------ | -------------- | -------------- | ---------------- | -------------- | -------------- | -------------- | -------------- | -------------- | -------------- | -------------- |
| Saprissa           | 1 - 1          | San Carlos     | Ricardo Saprissa | 7 de mayo      | 11:00          | 6 970          |                |                |                |                |
| Cartaginés         | 0 - 0          | Puntarenas     | Fello Meza       | 7 de mayo      | 11:00          |                |                |                |                |                |
| Cuadrangular B     |                |                |                  |                |                |                |                |                |                |                |
| Alajuelense        | 3 - 2          | Herediano      | Morera Soto      | 7 de mayo      | 12:00          |                |                |                |                |                |
| Ramonense          | 1 - 4          | Pérez Zeledón  | Guillermo Vargas | 7 de mayo      | 12:00          | 161            |                |                |                |                |
| Total de goles: 12 |                |                |                  |                |                |                |                |                |                |                |

### Promoción por la permanencia
Disputaron la serie el penúltimo de la clasificación general y el subcampeón de la segunda categoría.

#### Sagrada Familia vs. Carmelita
| Ida; 26 de abril de 1995, 18:00 | A. D. Carmelita | 0:1 (0:0) | A. D. Sagrada Familia | Estadio Morera Soto, Alajuela |                               |
|                                 |                 | Reporte   | - Edward Fonseca 56'  | Árbitro(s): Ramón Luis Méndez | Árbitro(s): Ramón Luis Méndez |

| Vuelta; 30 de abril de 1995, 11:00 | A. D. Sagrada Familia | 0:2 (0:1) (Global 1:2) | A. D. Carmelita                         | Estadio Nacional, San José                                 |                                                            |
|                                    |                       | Reporte                | - Enrique Murillo 45' - Luis Quirós 85' | Asistencia: 253 espectadores Árbitro(s): Carlos Luis Astúa | Asistencia: 253 espectadores Árbitro(s): Carlos Luis Astúa |

### Semifinales

#### Saprissa vs. Pérez Zeledón
| Ida; 14 de mayo de 1995, 11:00 | Pérez Zeledón     | 1:3 (1:1) | Deportivo Saprissa                                                 | Estadio Municipal, Pérez Zeledón, San José               |                                                          |
|                                | - Farlen Ilama 6' | Reporte   | - Mauricio Wright 27' - Roy Myers 82' - Sandro Elizondo 90' (a.g.) | Asistencia: 2 597 espectadores Árbitro(s): Marvin Amores | Asistencia: 2 597 espectadores Árbitro(s): Marvin Amores |

| Vuelta; 21 de mayo de 1995, 11:00 | Deportivo Saprissa  | 1:0 (0:0) (Global 4:1) | Pérez Zeledón | Estadio Ricardo Saprissa, Tibás, San José                    |                                                              |
|                                   | - Michael Myers 74' | Reporte                |               | Asistencia: 9 284 espectadores Árbitro(s): Carlos Luis Astúa | Asistencia: 9 284 espectadores Árbitro(s): Carlos Luis Astúa |

#### Alajuelense vs. San Carlos
| Ida; 14 de mayo de 1995, 11:00 | A. D. San Carlos    | 1:1 (0:1) | L. D. Alajuelense | Estadio Carlos Ugalde, San Carlos, Alajuela                 |                                                             |
|                                | - Ricardo Sauma 77' | Reporte   | - Rónald Gómez 4' | Asistencia: 2 216 espectadores Árbitro(s): Víctor Rodríguez | Asistencia: 2 216 espectadores Árbitro(s): Víctor Rodríguez |

| Vuelta; 21 de mayo de 1995, 11:00 | L. D. Alajuelense               | 2:0 (1:0) (Global 3:1) | A. D. San Carlos | Estadio Morera Soto, Alajuela                               |                                                             |
|                                   | - Juan Carlos Arguedas 23', 48' | Reporte                |                  | Asistencia: 10 748 espectadores Árbitro(s): Rodrigo Badilla | Asistencia: 10 748 espectadores Árbitro(s): Rodrigo Badilla |

### Final

#### Saprissa vs. Alajuelense
| Ida; 28 de mayo de 1995, 11:00 | L. D. Alajuelense | 0:0     | Deportivo Saprissa | Estadio Morera Soto, Alajuela |                              |
|                                |                   | Reporte |                    | Árbitro(s): Ronald Gutiérrez  | Árbitro(s): Ronald Gutiérrez |

| Vuelta; 4 de junio de 1995, 11:00                        | Deportivo Saprissa    | 1:1 (0:1) (Global 1:1) | L. D. Alajuelense         | Estadio Ricardo Saprissa, Tibás, San José                    |                                                              |
|                                                          | - Javier Wanchope 52' | Reporte                | - Juan Carlos Arguedas 9' | Asistencia: 16 472 espectadores Árbitro(s): Víctor Rodríguez | Asistencia: 16 472 espectadores Árbitro(s): Víctor Rodríguez |
| Alajuelense gana la serie por la regla de gol de visita. |                       |                        |                           |                                                              |                                                              |

## Gran final
Disputaron la gran final el líder de la primera fase y el vencedor de la segunda fase.

### Saprissa vs. Alajuelense
| Ida; 11 de junio de 1995, 11:00 | L. D. Alajuelense          | 1:3 (1:0) | Deportivo Saprissa                                            | Estadio Morera Soto, Alajuela                                 |                                                               |
|                                 | - Juan Carlos Arguedas 10' | Reporte   | - Óscar Ramírez 49' - Rolando Fonseca 50' - Michael Myers 76' | Asistencia: 15 479 espectadores Árbitro(s): Ramón Luis Méndez | Asistencia: 15 479 espectadores Árbitro(s): Ramón Luis Méndez |

| Vuelta; 18 de junio de 1995, 11:00 | Deportivo Saprissa | 2:2 (0:1) (Global 5:3) | L. D. Alajuelense        | Estadio Ricardo Saprissa, Tibás, San José                    |                                                              |
|                                    | 59' 69'            | Reporte                | - Víctor Badilla 44' 89' | Asistencia: 17 118 espectadores Árbitro(s): Ronald Gutiérrez | Asistencia: 17 118 espectadores Árbitro(s): Ronald Gutiérrez |

#### Final - ida
| -     | POR   | José Alexis Rojas    |     |
|       | DEF   | Luis Diego Arnáez    |     |
|       | DEF   | Javier Delgado       |     |
|       | DEF   | Mauricio Montero     |     |
|       | DEF   | Óscar Valverde       |     |
|       | MED   | Nahamán González     |     |
|       | MED   | Wilmer López         | 69' |
|       | MED   | Rónald Gómez         |     |
|       | MED   | Roy Lassiter         | 64' |
|       | DEL   | Juan Carlos Arguedas |     |
|       | DEL   | Washington Hernández |     |
| D. T. | D. T. | Valdeir Vieira       |     |

| -     | POR   | Erick Lonnis     |     |
|       | DEF   | Vladimir Quesada |     |
|       | DEF   | Ronald González  |     |
|       | DEF   | Mauricio Wright  |     |
|       | DEF   | Enrique Díaz     |     |
|       | MED   | Benjamín Mayorga | 77' |
|       | MED   | Giancarlo Morera |     |
|       | MED   | Roy Myers        |     |
|       | MED   | Óscar Ramírez    |     |
|       | DEL   | Rolando Fonseca  |     |
|       | DEL   | Javier Wanchope  | 73' |
| D. T. | D. T. | Carlos Linaris   |     |

| - | DEL | Víctor Badilla | 64' |
|   | MED | Richard Smith  | 69' |

| - | DEL | Michael Myers  | 73' |
|   | DEF | Víctor Cordero | 77' |

| 10' | Juan Carlos Arguedas | 1:0 |

| 49' · 50' · 76' | Óscar Ramírez Rolando Fonseca Michael Myers | 1:1 1:2 1:3 |

| Amonestado | Javier Delgado |

| Amonestado · Amonestado · Amonestado · Amonestado · Amonestado | Benjamín Mayorga Vladimir Quesada Erick Lonnis Michael Myers Giancarlo Morera |

| 69' | Luis Diego Arnáez |

| 72' | Roy Myers |

| Principal  | Ramón Luis Méndez |
| Asistentes | Olger Mejías      |
|            | Rodolfo Ledezma   |

| -     | POR   | José Alexis Rojas    |     |
|       | DEF   | Luis Diego Arnáez    |     |
|       | DEF   | Javier Delgado       |     |
|       | DEF   | Mauricio Montero     |     |
|       | DEF   | Óscar Valverde       |     |
|       | MED   | Nahamán González     |     |
|       | MED   | Wilmer López         | 69' |
|       | MED   | Rónald Gómez         |     |
|       | MED   | Roy Lassiter         | 64' |
|       | DEL   | Juan Carlos Arguedas |     |
|       | DEL   | Washington Hernández |     |
| D. T. | D. T. | Valdeir Vieira       |     |

| -     | POR   | Erick Lonnis     |     |
|       | DEF   | Vladimir Quesada |     |
|       | DEF   | Ronald González  |     |
|       | DEF   | Mauricio Wright  |     |
|       | DEF   | Enrique Díaz     |     |
|       | MED   | Benjamín Mayorga | 77' |
|       | MED   | Giancarlo Morera |     |
|       | MED   | Roy Myers        |     |
|       | MED   | Óscar Ramírez    |     |
|       | DEL   | Rolando Fonseca  |     |
|       | DEL   | Javier Wanchope  | 73' |
| D. T. | D. T. | Carlos Linaris   |     |

| - | DEL | Víctor Badilla | 64' |
|   | MED | Richard Smith  | 69' |

| - | DEL | Michael Myers  | 73' |
|   | DEF | Víctor Cordero | 77' |

| 10' | Juan Carlos Arguedas | 1:0 |

| 49' · 50' · 76' | Óscar Ramírez Rolando Fonseca Michael Myers | 1:1 1:2 1:3 |

| Amonestado | Javier Delgado |

| Amonestado · Amonestado · Amonestado · Amonestado · Amonestado | Benjamín Mayorga Vladimir Quesada Erick Lonnis Michael Myers Giancarlo Morera |

| 69' | Luis Diego Arnáez |

| 72' | Roy Myers |

| Principal  | Ramón Luis Méndez |
| Asistentes | Olger Mejías      |
|            | Rodolfo Ledezma   |

| -     | POR   | José Alexis Rojas    |     |
|       | DEF   | Luis Diego Arnáez    |     |
|       | DEF   | Javier Delgado       |     |
|       | DEF   | Mauricio Montero     |     |
|       | DEF   | Óscar Valverde       |     |
|       | MED   | Nahamán González     |     |
|       | MED   | Wilmer López         | 69' |
|       | MED   | Rónald Gómez         |     |
|       | MED   | Roy Lassiter         | 64' |
|       | DEL   | Juan Carlos Arguedas |     |
|       | DEL   | Washington Hernández |     |
| D. T. | D. T. | Valdeir Vieira       |     |

| -     | POR   | Erick Lonnis     |     |
|       | DEF   | Vladimir Quesada |     |
|       | DEF   | Ronald González  |     |
|       | DEF   | Mauricio Wright  |     |
|       | DEF   | Enrique Díaz     |     |
|       | MED   | Benjamín Mayorga | 77' |
|       | MED   | Giancarlo Morera |     |
|       | MED   | Roy Myers        |     |
|       | MED   | Óscar Ramírez    |     |
|       | DEL   | Rolando Fonseca  |     |
|       | DEL   | Javier Wanchope  | 73' |
| D. T. | D. T. | Carlos Linaris   |     |

| - | DEL | Víctor Badilla | 64' |
|   | MED | Richard Smith  | 69' |

| - | DEL | Michael Myers  | 73' |
|   | DEF | Víctor Cordero | 77' |

| 10' | Juan Carlos Arguedas | 1:0 |

| 49' · 50' · 76' | Óscar Ramírez Rolando Fonseca Michael Myers | 1:1 1:2 1:3 |

| Amonestado | Javier Delgado |

| Amonestado · Amonestado · Amonestado · Amonestado · Amonestado | Benjamín Mayorga Vladimir Quesada Erick Lonnis Michael Myers Giancarlo Morera |

| 69' | Luis Diego Arnáez |

| 72' | Roy Myers |

| Principal  | Ramón Luis Méndez |
| Asistentes | Olger Mejías      |
|            | Rodolfo Ledezma   |

| -     | POR   | José Alexis Rojas    |     |
|       | DEF   | Luis Diego Arnáez    |     |
|       | DEF   | Javier Delgado       |     |
|       | DEF   | Mauricio Montero     |     |
|       | DEF   | Óscar Valverde       |     |
|       | MED   | Nahamán González     |     |
|       | MED   | Wilmer López         | 69' |
|       | MED   | Rónald Gómez         |     |
|       | MED   | Roy Lassiter         | 64' |
|       | DEL   | Juan Carlos Arguedas |     |
|       | DEL   | Washington Hernández |     |
| D. T. | D. T. | Valdeir Vieira       |     |

| -     | POR   | Erick Lonnis     |     |
|       | DEF   | Vladimir Quesada |     |
|       | DEF   | Ronald González  |     |
|       | DEF   | Mauricio Wright  |     |
|       | DEF   | Enrique Díaz     |     |
|       | MED   | Benjamín Mayorga | 77' |
|       | MED   | Giancarlo Morera |     |
|       | MED   | Roy Myers        |     |
|       | MED   | Óscar Ramírez    |     |
|       | DEL   | Rolando Fonseca  |     |
|       | DEL   | Javier Wanchope  | 73' |
| D. T. | D. T. | Carlos Linaris   |     |

| - | DEL | Víctor Badilla | 64' |
|   | MED | Richard Smith  | 69' |

| - | DEL | Michael Myers  | 73' |
|   | DEF | Víctor Cordero | 77' |

| 10' | Juan Carlos Arguedas | 1:0 |

| 49' · 50' · 76' | Óscar Ramírez Rolando Fonseca Michael Myers | 1:1 1:2 1:3 |

| Amonestado | Javier Delgado |

| Amonestado · Amonestado · Amonestado · Amonestado · Amonestado | Benjamín Mayorga Vladimir Quesada Erick Lonnis Michael Myers Giancarlo Morera |

| 69' | Luis Diego Arnáez |

| 72' | Roy Myers |

| Principal  | Ramón Luis Méndez |
| Asistentes | Olger Mejías      |
|            | Rodolfo Ledezma   |

#### Final - vuelta
| -     | POR   | Erick Lonnis     |     |
|       | DEF   | Vladimir Quesada |     |
|       | DEF   | Mauricio Wright  |     |
|       | DEF   | Ronald González  |     |
|       | DEF   | Enrique Díaz     |     |
|       | MED   | Giancarlo Morera |     |
|       | MED   | Benjamín Mayorga | 63' |
|       | MED   | Óscar Ramírez    |     |
|       | MED   | Michael Myers    | 46' |
|       | DEL   | Rolando Fonseca  |     |
|       | DEL   | Javier Wanchope  |     |
| D. T. | D. T. | Carlos Linaris   |     |

| -     | POR   | José Alexis Rojas    |     |
|       | DEF   | Óscar Valverde       |     |
|       | DEF   | Mauricio Montero     |     |
|       | DEF   | Javier Delgado       |     |
|       | DEF   | Luis Marín           |     |
|       | MED   | Nahamán González     |     |
|       | MED   | Wilmer López         |     |
|       | MED   | Juan Carlos Arguedas |     |
|       | DEL   | Javier Astúa         | 61' |
|       | DEL   | Rónald Gómez         |     |
|       | DEL   | Víctor Badilla       | 75' |
| D. T. | D. T. | Valdeir Vieira       |     |

| - | MED | Juan Cayasso | 46' |
|   | DEF | Try Benneth  | 63' |

| - | DEL | Washington Hernández | 61' |
|   | DEL | Roy Lassiter         | 75' |

| 44' 90' | Víctor Badilla Wilmer López | 0:1 |

| Amonestado · Amonestado | Ronald González Enrique Díaz |

| Amonestado · Amonestado · Amonestado · Amonestado · Amonestado | Luis Marín Javier Delgado Nahamán González Roy Lassiter Rónald Gómez |

| Principal  | Ronald Gutiérrez     |
| Asistentes | Efraín Rodríguez     |
|            | Luis Fernando Torres |

| -     | POR   | Erick Lonnis     |     |
|       | DEF   | Vladimir Quesada |     |
|       | DEF   | Mauricio Wright  |     |
|       | DEF   | Ronald González  |     |
|       | DEF   | Enrique Díaz     |     |
|       | MED   | Giancarlo Morera |     |
|       | MED   | Benjamín Mayorga | 63' |
|       | MED   | Óscar Ramírez    |     |
|       | MED   | Michael Myers    | 46' |
|       | DEL   | Rolando Fonseca  |     |
|       | DEL   | Javier Wanchope  |     |
| D. T. | D. T. | Carlos Linaris   |     |

| -     | POR   | José Alexis Rojas    |     |
|       | DEF   | Óscar Valverde       |     |
|       | DEF   | Mauricio Montero     |     |
|       | DEF   | Javier Delgado       |     |
|       | DEF   | Luis Marín           |     |
|       | MED   | Nahamán González     |     |
|       | MED   | Wilmer López         |     |
|       | MED   | Juan Carlos Arguedas |     |
|       | DEL   | Javier Astúa         | 61' |
|       | DEL   | Rónald Gómez         |     |
|       | DEL   | Víctor Badilla       | 75' |
| D. T. | D. T. | Valdeir Vieira       |     |

| - | MED | Juan Cayasso | 46' |
|   | DEF | Try Benneth  | 63' |

| - | DEL | Washington Hernández | 61' |
|   | DEL | Roy Lassiter         | 75' |

| 44' 90' | Víctor Badilla Wilmer López | 0:1 |

| Amonestado · Amonestado | Ronald González Enrique Díaz |

| Amonestado · Amonestado · Amonestado · Amonestado · Amonestado | Luis Marín Javier Delgado Nahamán González Roy Lassiter Rónald Gómez |

| Principal  | Ronald Gutiérrez     |
| Asistentes | Efraín Rodríguez     |
|            | Luis Fernando Torres |

| -     | POR   | Erick Lonnis     |     |
|       | DEF   | Vladimir Quesada |     |
|       | DEF   | Mauricio Wright  |     |
|       | DEF   | Ronald González  |     |
|       | DEF   | Enrique Díaz     |     |
|       | MED   | Giancarlo Morera |     |
|       | MED   | Benjamín Mayorga | 63' |
|       | MED   | Óscar Ramírez    |     |
|       | MED   | Michael Myers    | 46' |
|       | DEL   | Rolando Fonseca  |     |
|       | DEL   | Javier Wanchope  |     |
| D. T. | D. T. | Carlos Linaris   |     |

| -     | POR   | José Alexis Rojas    |     |
|       | DEF   | Óscar Valverde       |     |
|       | DEF   | Mauricio Montero     |     |
|       | DEF   | Javier Delgado       |     |
|       | DEF   | Luis Marín           |     |
|       | MED   | Nahamán González     |     |
|       | MED   | Wilmer López         |     |
|       | MED   | Juan Carlos Arguedas |     |
|       | DEL   | Javier Astúa         | 61' |
|       | DEL   | Rónald Gómez         |     |
|       | DEL   | Víctor Badilla       | 75' |
| D. T. | D. T. | Valdeir Vieira       |     |

| - | MED | Juan Cayasso | 46' |
|   | DEF | Try Benneth  | 63' |

| - | DEL | Washington Hernández | 61' |
|   | DEL | Roy Lassiter         | 75' |

| 44' 90' | Víctor Badilla Wilmer López | 0:1 |

| Amonestado · Amonestado | Ronald González Enrique Díaz |

| Amonestado · Amonestado · Amonestado · Amonestado · Amonestado | Luis Marín Javier Delgado Nahamán González Roy Lassiter Rónald Gómez |

| Principal  | Ronald Gutiérrez     |
| Asistentes | Efraín Rodríguez     |
|            | Luis Fernando Torres |

| -     | POR   | Erick Lonnis     |     |
|       | DEF   | Vladimir Quesada |     |
|       | DEF   | Mauricio Wright  |     |
|       | DEF   | Ronald González  |     |
|       | DEF   | Enrique Díaz     |     |
|       | MED   | Giancarlo Morera |     |
|       | MED   | Benjamín Mayorga | 63' |
|       | MED   | Óscar Ramírez    |     |
|       | MED   | Michael Myers    | 46' |
|       | DEL   | Rolando Fonseca  |     |
|       | DEL   | Javier Wanchope  |     |
| D. T. | D. T. | Carlos Linaris   |     |

| -     | POR   | José Alexis Rojas    |     |
|       | DEF   | Óscar Valverde       |     |
|       | DEF   | Mauricio Montero     |     |
|       | DEF   | Javier Delgado       |     |
|       | DEF   | Luis Marín           |     |
|       | MED   | Nahamán González     |     |
|       | MED   | Wilmer López         |     |
|       | MED   | Juan Carlos Arguedas |     |
|       | DEL   | Javier Astúa         | 61' |
|       | DEL   | Rónald Gómez         |     |
|       | DEL   | Víctor Badilla       | 75' |
| D. T. | D. T. | Valdeir Vieira       |     |

| - | MED | Juan Cayasso | 46' |
|   | DEF | Try Benneth  | 63' |

| - | DEL | Washington Hernández | 61' |
|   | DEL | Roy Lassiter         | 75' |

| 44' 90' | Víctor Badilla Wilmer López | 0:1 |

| Amonestado · Amonestado | Ronald González Enrique Díaz |

| Amonestado · Amonestado · Amonestado · Amonestado · Amonestado | Luis Marín Javier Delgado Nahamán González Roy Lassiter Rónald Gómez |

| Principal  | Ronald Gutiérrez     |
| Asistentes | Efraín Rodríguez     |
|            | Luis Fernando Torres |

|                                        |
|                                        |
| Campeón Deportivo Saprissa 20.º título |

## Estadísticas

### Tabla de goleadores
Lista con los máximos anotadores de la temporada.
| Pos. | Jugador              | Equipo        | Goles |
| ---- | -------------------- | ------------- | ----- |
| 1.º  | Juan Carlos Arguedas | Alajuelense   | 27    |
| 2.º  | Nicolás Suazo        | Herediano     | 23    |
| =    | Farlen Ilama         | Pérez Zeledón | 23    |
| 4.º  | Rolando Fonseca      | Saprissa      | 21    |
| 5.º  | Johnny Murillo       | Puntarenas    | 17    |
| =    | Norman Gómez         | Cartaginés    | 17    |
| 7.º  | Javier Wanchope      | Saprissa      | 16    |
| =    | Roy Lassiter         | Alajuelense   | 16    |